# Университет третьего возраста
Университет третьего возраста — международное движение, цель которого состоит в том, чтобы обучать и стимулировать людей «в возрасте», в основном пенсионеров. Сокращенное название движения: U3A (от англ. university of third age).
Не существует общепринятой модели обучения U3A. Его первоначальная концепция во Франции как заочный курс для людей пожилого возраста была значительно изменена в Великобритании, где правительство согласилось, что большинство людей пенсионного возраста могут внести свой вклад в экономику.
Многие англоязычные страны следовали английской модели, в то время как страны континентальной Европы в основном следовали модели, созданной во Франции.